# Phalangium cancroides
Phalangium cancroides is een hooiwagen uit de familie echte hooiwagens (Phalangiidae).